# Morgan Ridge
Morgan Ridge ist ein kleiner und felsiger Gebirgskamm mit ostwestlicher Ausrichtung im ostantarktischen Mac-Robertson-Land. In der Porthos Range der Prince Charles Mountains ragt er zwischen Mount Pollard und Mount Small auf.
Luftaufnahmen der Australian National Antarctic Research Expeditions aus den Jahren von 1956 bis 1965 dienten seiner Kartierung. Das Antarctic Names Committee of Australia benannte ihn nach Peter J. Morgan, Glaziologe auf der Wilkes-Station im Jahr 1964.